# Arachnochium
Arachnochium is een geslacht van kreeftachtigen uit de klasse van de Malacostraca (hogere kreeftachtigen).

## Soorten
- Arachnochium kulsiense (Jayachandran, Lal Mohan & Raji, 2007)
- Arachnochium mirabile (Kemp, 1917)